# Municipio de Glenburn
El municipio de Glenburn (en inglés: Glenburn Township) es un municipio ubicado en el condado de Lackawanna en el estado estadounidense de Pensilvania. En el año 2000 tenía una población de 1.212 habitantes y una densidad poblacional de 98.7 personas por km².

## Geografía
El municipio de Glenburn se encuentra ubicado en las coordenadas 41°30′30″N 75°45′05″O / 41.50833, -75.75139.

## Demografía
Según la Oficina del Censo en 2000 los ingresos medios por hogar en la localidad eran de $44,750 y los ingresos medios por familia eran de $59,063. Los hombres tenían unos ingresos medios de $43,333 frente a los $30,833 para las mujeres. La renta per cápita de la localidad era de $28,259. Alrededor del 3,5% de la población estaba por debajo del umbral de pobreza.